# Erethistes pusillus
Erethistes pusillus är en fiskart som beskrevs av Müller och Troschel, 1849. Erethistes pusillus ingår i släktet Erethistes och familjen Erethistidae. IUCN kategoriserar arten globalt som livskraftig. Inga underarter finns listade i Catalogue of Life.